# San Martín de Bolaños
San Martín de Bolaños é um município do estado de Jalisco, no México.
Em 2005, o município possuía um total de 3.205 habitantes.